# Beni Bouateb
Beni Bouateb (em árabe: بنى بوعتاب) é uma cidade e comuna localizada na província de Chlef, Argélia. Segundo o censo de 2008, a população total da cidade era de 2 069 habitantes.